# Вайкат, Михаэль
Михаэль Инго Йоахим Вайкат (нем. Michael Ingo Joachim Weikath; 7 августа 1962, Гамбург, Германия) — гитарист пауэр-метал-группы Helloween. Внёс огромный вклад в развитие пауэр-метала.

## О музыканте
Вайкат — один из самых первых участников группы Helloween вместе с Каем Хансеном (вокал, гитара), Маркусом Гросскопфом (бас-гитара) и Инго Швихтенбергом (ударные). Музыкант присоединился к группе в 1982. В 1984 группа подписала контракт с Noise Records и записала две песни для сборника «Death Metal». В этом альбоме присутствовала его песня «Oernst of Life».
Вайкат — автор таких хитов Helloween как How Many Tears, A Tale That Wasn’t Right, Eagle Fly Free, Dr. Stein, Keeper Of The Seven Keys, Heavy Metal Hamsters (вместе с Михаэлем Киске) которые стали визитной карточкой группы.

## Высказывания
Частенько я просто валялся в траве, глядя на небо… мне было четыре или пять, когда я ощутил, как внутри меня рождаются мелодии. Это было волнующе, тревожно, меня терзало беспокойство, потому что я не знал, как запечатлеть, как сохранить все это. Разве что в памяти… Представьте, чтобы не забыть то, что однажды уже «прожужжало» у меня в голове, нужно было крутить и крутить про себя этот мотив по полгода. Что меня постоянно напрягало, я думал, как бы все это выплеснуть куда-то… А для этого мне нужно было найти «свой» инструмент. Родители предлагали мне саксофон, ксилофон, фортепиано, но все это было не то! А гитаристом я решил стать с тех пор, как увидел одного парня, который бренчал на гитаре в летнем лагере, у костра. Пел он, кстати, отвратно, но все девушки были от него без ума. И я подумал: ну уж петь я мог бы и получше, играть — тем более! И девушкам бы я стал нравиться, и способ запечатлеть свои мелодии тогда бы нашёлся… Так все и началось.

С помощью музыки можно выразить разные чувства и эмоции. Все, что ты хочешь. Ты можешь попробовать передать счастье или печаль, заносчивость или общительность… многое. Конечно, если у тебя есть необходимые для этого средства. Кто-то на это способен, кто-то нет. Все зависит от того, насколько ты одарен.— Интервью  для сайта “Sea of Tranquility”

## Дискография
с Helloween
- Helloween (1985)
- Walls of Jericho (1985)
- Keeper of the Seven Keys Part 1 (1987)
- Keeper of the Seven Keys Part 2 (1988)
- Pink Bubbles Go Ape (1991)
- Chameleon (1993)
- Master of the Rings (1994)
- The Time of the Oath (1996)
- Better Than Raw (1998)
- Metal Jukebox (1999)
- The Dark Ride (2000)
- Rabbit Don’t Come Easy (2003)
- Keeper of the Seven Keys - The Legacy (2005)
- Gambling with the Devil (2007)
- Unarmed – Best of 25th Anniversary (2009)
- 7 Sinners (2010)
- Straight Out of Hell (2013)
- My God-Given Right (2015)
- Helloween (2021)
- Giants & Monsters (2025)

## Музыкальные инструменты

### Усилители
Div and 1973 Marshall amp 50 Watt

Div and 1982 Marshall amp 100 Watt

Div ENGL amps

VOX AC 30, Orange Overdrive.

### Гитары
(1990) — Gibson Les Paul, чёрная;

(1990) — Gibson Les Paul, белая,

(1990) — Gibson Flying V, белая,

(198?) — Gibson Explorer Custom, чёрная/белая,

(1976) — Gibson L6 S

(1974/75/79) — Fender Stratocasters.

(настоящее время) — Gibson Les Paul Goldtop

## Интересные факты
Михаэль Вайкат известен своей страстью к компьютерам Macintosh. Сейчас живёт в Тенерифе, Испания.
Среди своих музыкальных предпочтений музыкант выделяет такие коллективы как: The Beatles, Deep Purple, Rainbow, Scorpions, UFO, Van Halen, Led Zeppelin, Sex Pistols, Wishbone Ash.